# Thứ trưởng Bộ Công an (Việt Nam)
Thứ trưởng Bộ Công an là người có nhiệm vụ giúp Bộ trưởng Bộ Công an thực hiện một hoặc một số nhiệm vụ cụ thể do Bộ trưởng phân công và chịu trách nhiệm trước Bộ trưởng và trước pháp luật về nhiệm vụ được phân công. Theo quy định pháp luật hiện hành,  Bộ Công an có tối đa 6 Thứ trưởng, trường hợp do yêu cầu điều động, luân chuyển cán bộ của cơ quan có thẩm quyền thì Thủ tướng Chính phủ phải trình Ủy ban Thường vụ Quốc hội xem xét, quyết định. Cấp bậc hàm cao nhất đối với chức vụ này là Thượng tướng và cũng phải đảm bảo số lượng không quá 6.

## Danh sách các Thứ trưởngBộ Công an Việt Namqua các thời kỳ
| Họ và tên                     | Cấp bậc cao nhất | Quê quán       | Đảm nhiệm từ   | Chức vụ khi được bổ nhiệm                                                        | Chức vụ cao nhất | Ghi chú                 |
| ----------------------------- | ---------------- | -------------- | -------------- | -------------------------------------------------------------------------------- | --- | ----------------------- |
| Lê Quốc Thân (1919–2007)      |                  | Hà Nam         | 1958–1979      | Giám đốc Vụ Bảo vệ chính trị, Bộ Nội vụ                                          | Ủy viên Trung ương Đảng khóa III, IV Trưởng ban Nội chính Trung ương                                                           |                         |
| Phan Trọng Tuệ (1917–1991)    | Thiếu tướng      | Hà Nội         | 1958–1960      | Phó Tổng Thanh tra Bộ Quốc phòng                                                 | Ủy viên Trung ương Đảng khóa III, IV Phó Thủ tướng Chính phủ                                                                   |                         |
| Ngô Ngọc Du (1911–1991)       |                  | Nam Định       | 1960–1967      | Vụ trưởng Vụ Tổ chức - Cán bộ                                                    | |                         |
| Nguyễn Quang Việt (1917–1995) | Thiếu tướng      | Thái Bình      | 1960–1982      | Phó Chính ủy Công an nhân dân vũ trang                                           | |                         |
| Phạm Kiệt (1912 - 1975)       | Trung tướng      | Quảng Ngãi     | 1961 - 1975    | Cục trưởng Cục Bảo vệ quân đội, Tổng cục Chính trị Quân đội nhân dân Việt Nam    | Ủy viên Trung ương Đảng khóa III, IV Trưởng ban Nội chính Trung ương                                                           |                         |
| Nguyễn Văn Ngọc (1908–1999)   |                  | Bắc Ninh       | 1962–1967      | Phó Chủ nhiệm Văn phòng Nội chính, Phủ Thủ tướng                                 | |                         |
| Trần Quyết (1922–2010)        | Trung tướng      | Hà Nam         | 1967–1987      | Cục trưởng Cục Bảo vệ nội bộ Kiêm Tư lệnh Công an nhân dân Vũ trang              | Bí thư Trung ương Đảng khóa VI Viện trưởng Viện kiểm sát tối cao (1987–1992)                                                   |                         |
| Viễn Chi (1919–1999)          | Thiếu tướng      | Nam Định       | 1967–1988      | Cục trưởng Cục Bảo vệ chính trị                                                  | |                         |
| Hoàng Thao (1922–2004)        | Trung tướng      | Thái Bình      | 1974–1982      | Cục trưởng Cục Bảo vệ cơ quan văn hóa                                            | |                         |
| Nguyễn Tài (1926–2016)        | Đại tá           | Hưng Yên       | 1976–1981      | Trưởng ban An ninh, Ủy viên Thường vụ Thành ủy Sài Gòn                           | |                         |
| Cao Đăng Chiếm (1921–2007)    | Thượng tướng     | Tiền Giang     | 1976–1991      | Trưởng ban An ninh Đặc khu Sài Gòn - Chợ Lớn - Gia Định                          | Ủy viên Trung ương Đảng khóa V, VI Thứ trưởng thứ nhất (1986–1991)                                                             |                         |
| Nguyễn Minh Tiến (1922–1998)  | Thiếu tướng      | Hà Nội         | 1976–1991      | Bí thư của Bộ trưởng Bộ Công an                                                  | |                         |
| Trần Đông (1925–2013)         |                  | Hải Phòng      | 1979–1987      | Bí thư Thành ủy Hải Phòng                                                        | Ủy viên Trung ương Đảng khóa IV, V, VI                                                                                         |                         |
| Nguyễn Văn Đức (1923–2002)    | Thượng tướng     | Vĩnh Phúc      | 1986–1991      | Bí thư Tỉnh ủy Hà Tuyên                                                          | Ủy viên Trung ương Đảng khóa V, VI                                                                                             |                         |
| Bùi Thiện Ngộ (1929–2006)     | Thượng tướng     | Đồng Nai       | 1986–1991      | Phó Tổng cục trưởng Tổng cục An ninh nhân dân                                    | Ủy viên Bộ Chính trị khóa VII Bộ trưởng Bộ Công an (1991–1996)                                                                 |                         |
| Phạm Tâm Long (1928–2020)     | Trung tướng      | Hà Nội         | 1988–1996      | Giám đốc Công an thành phố Hà Nội                                                | Ủy viên Trung ương Đảng khóa VI, VII Thứ trưởng thường trực (1988–1996)                                                        |                         |
| Lâm Văn Thê (1922–1990)       | Thượng tướng     | Bạc Liêu       | 1987–1990      | Bí thư Tỉnh ủy Kiên Giang                                                        | Ủy viên Trung ương Đảng khóa V, VI                                                                                             |                         |
| Võ Viết Thanh (1943)          | Trung tướng      | Bến Tre        | 1988–1991      | Tổng cục trưởng Tổng cục An ninh nhân dân                                        | Ủy viên Trung ương Đảng khóa VI Chủ tịch UBND TP. Hồ Chí Minh (1997–2001)                                                      |                         |
| Lê Minh Hương (1936–2004)     | Thượng tướng     | Hà Tĩnh        | 1991–1996      | Tổng cục trưởng Tổng cục Tình báo                                                | Ủy viên Bộ Chính trị khóa VIII, IX Bộ trưởng Bộ Công an (1996–2002)                                                            |                         |
| Võ Thái Hòa (1937)            | Trung tướng      | Đồng Tháp      | 1992–2001      | Phó Tổng cục trưởng Tổng cục Xây dựng lực lượng Công an nhân dân                 | |                         |
| Lê Thế Tiệm (1949)            | Thượng tướng     | Quảng Nam      | 1994–2011      | Tổng cục trưởng Tổng cục Cảnh sát nhân dân                                       | Ủy viên Trung ương Đảng khóa VIII, IX, X                                                                                       |                         |
| Nguyễn Tấn Dũng (1949)        |                  | Cà Mau         | 1995–1996      | Bí thư Tỉnh ủy Kiên Giang                                                        | Ủy viên Bộ Chính trị khóa VIII, IX, X, XI Thủ tướng Chính phủ (2006-2016)                                                      |                         |
| Hoàng Ngọc Nhất (1947)        | Đại tá           | Thanh Hóa      | 1996–2002      | Giám đốc Công an tỉnh Thanh Hóa                                                  | Thiếu tướng (bị giáng cấp xuống Đại tá)                                                                                        | Bị cách chức Thứ trưởng |
| Nguyễn Khánh Toàn (1945–)     | Thượng tướng     | Quảng Trị      | 1996–2011      | Tổng cục trưởng Tổng cục An ninh nhân dân                                        | Ủy viên Trung ương Đảng khóa VIII, IX, X Thứ trưởng thường trực (1998–2011)                                                    |                         |
| Nguyễn Văn Tính (1944–2006)   | Thượng tướng     | Nam Định       | 1996–2006      | Tổng cục trưởng Tổng cục Xây dựng lực lượng Công an nhân dân                     | |                         |
| Nguyễn Văn Rốp (1949–2000)    | Thiếu tướng      | Tây Ninh       | 1996–2000      | Bí thư Tỉnh ủy Tây Ninh                                                          | Ủy viên Trung ương Đảng khóa VIII                                                                                              |                         |
| Bùi Quốc Huy (1945)           | Thiếu tướng      | Đồng Tháp      | 2001–2002      | Giám đốc Công an Thành phố Hồ Chí Minh                                           | Trung tướng (bị giáng cấp xuống Thiếu tướng) Ủy viên Trung ương Đảng khóa IX                                                   | Bị cách chức Thứ trưởng |
| Nguyễn Văn Hưởng (1946)       | Thượng tướng     | Quảng Ninh     | 2001–2011      | Tổng cục trưởng Tổng cục An ninh                                                 | Ủy viên Trung ương Đảng khóa IX, X                                                                                             |                         |
| Trần Đại Quang (1956–2018)    | Đại tướng        | Ninh Bình      | 2006–2011      | Phó Tổng cục trưởng Tổng cục An ninh                                             | Ủy viên Bộ Chính trị khóa XI, XII Chủ tịch nước (2016–2018)                                                                    |                         |
| Thi Văn Tám (1948–2008)       | Thượng tướng     | Long An        | 2006–2008      | Tổng cục trưởng Tổng cục An ninh                                                 | |                         |
| Trương Hòa Bình (1955)        | Trung tướng      | Long An        | 2006–2007      | Phó Tổng cục trưởng Tổng cục Xây dựng lực lượng Công an nhân dân                 | Ủy viên Bộ Chính trị khóa XII Phó Thủ tướng thường trực (2016–2021)                                                            |                         |
| Đặng Văn Hiếu (1953)          | Thượng tướng     | Ninh Bình      | 2006–2017      | Chánh Văn phòng Bộ Công an                                                       | Ủy viên Trung ương Đảng khóa X, XI Thứ trưởng thường trực (2011–2017)                                                          |                         |
| Bùi Văn Nam (1955)            | Thượng tướng     | Nam Định       | 2009–2011      | Tổng cục trưởng Tổng cục Tình báo                                                | Ủy viên Trung ương Đảng khóa XI, XII                                                                                           |                         |
| Bùi Văn Nam (1955)            | Thượng tướng     | Nam Định       | 2013–6/2021    | Bí thư Tỉnh ủy Ninh Bình                                                         | Ủy viên Trung ương Đảng khóa XI, XII                                                                                           |                         |
| Lê Quý Vương (1956)           | Thượng tướng     | Phú Thọ        | 2010–6/2021    | Tổng cục trưởng Tổng cục Xây dựng lực lượng Công an nhân dân                     | Ủy viên Trung ương Đảng khóa XI, XII Thứ trưởng thường trực (2017–2021) Chủ tịch Hội Cựu Công an nhân dân Việt Nam (2023–2028) |                         |
| Phạm Minh Chính (1958)        | Trung tướng      | Thanh Hóa      | 2010–2011      | Tổng cục trưởng Tổng cục Hậu cần - Kỹ thuật                                      | Ủy viên Bộ Chính trị khóa XII, XIII Thủ tướng Chính phủ (2021–nay)                                                             |                         |
| Tô Lâm (1957)                 | Đại tướng        | Hưng Yên       | 8/2010–4/2016  | Tổng cục trưởng Tổng cục An ninh I                                               | Ủy viên Bộ Chính trị khóa XII, XIII Bộ trưởng Bộ Công an (2016–2024) Chủ tịch nước (2024–nay) Tổng bí thư (2024–nay)           |                         |
| Phạm Quý Ngọ (1954–2014)      | Thượng tướng     | Thái Bình      | 2010–2014      | Tổng cục trưởng Tổng cục Cảnh sát Phòng, chống tội phạm                          | Ủy viên Trung ương Đảng khóa XI                                                                                                |                         |
| Bùi Quang Bền (1955)          | Thượng tướng     | Kiên Giang     | 2011–2016      | Bí thư Tỉnh ủy Kiên Giang                                                        | Ủy viên Trung ương Đảng khóa XI                                                                                                |                         |
| Trần Việt Tân (1957)          | Trung tướng      | Thái Bình      | 2011–2016      | Tổng cục trưởng Tổng cục Tình báo                                                | |                         |
| Bùi Văn Thành (1957)          | Đại tá           | Ninh Bình      | 2014–2018      | Phó Tổng cục trưởng Tổng cục Hậu cần - Kỹ thuật                                  | |                         |
| Nguyễn Văn Thành (1957)       | Thượng tướng     | Ninh Bình      | 2015–6/2021    | Phó Chánh Văn phòng Trung ương Đảng                                              | Ủy viên Trung ương Đảng khóa XI, XII Phó Chủ tịch chuyên trách Hội đồng Lý luận Trung ương Đảng Cộng sản Việt Nam (2021–nay)   |                         |
| Phạm Dũng (1956)              | Thượng tướng     | Hưng Yên       | 2015–2017      | Thứ trưởng Bộ Nội vụ kiêm Trưởng ban Tôn giáo Chính phủ                          | |                         |
| Nguyễn Văn Sơn (1961)         | Thượng tướng     | Đà Nẵng        | 11/2016–3/2022 | Phó Tổng cục trưởng Tổng cục Chính trị Công an nhân dân                          | |                         |
| Lương Tam Quang (1965)        | Đại tướng        | Hưng Yên       | 8/2019–6/2024  | Chánh Văn phòng Bộ Công an                                                       | Ủy viên Trung ương Đảng khóa XIII Bộ trưởng Bộ Công an                                                                         |                         |
| Nguyễn Duy Ngọc (1964)        | Thượng tướng     | Hưng Yên       | 8/2019–6/2024  | Cục trưởng Cục Cảnh sát điều tra tội phạm về tham nhũng, kinh tế, buôn lậu       | Ủy viên Trung ương Đảng khóa XIII Chánh Văn phòng Trung ương Đảng                                                              |                         |
| Lê Quốc Hùng (1966)           | Thượng tướng     | Thừa Thiên Huế | 4/2020–nay     | Phó Chủ nhiệm Thường trực Ủy ban Kiểm tra Đảng ủy Công an Trung ương             | Ủy viên Trung ương Đảng khóa XIII                                                                                              |                         |
| Lê Tấn Tới (1969)             | Thượng tướng     | Cà Mau         | 4/2020–7/2021  | Cục trưởng Cục Tổ chức Cán bộ                                                    | Ủy viên Trung ương Đảng khóa XIII Chủ nhiệm Ủy ban Quốc phòng và An ninh của Quốc hội                                          |                         |
| Trần Quốc Tỏ (1962)           | Thượng tướng     | Ninh Bình      | 5/2020–nay     | Bí thư Tỉnh ủy Thái Nguyên                                                       | Ủy viên Trung ương Đảng khóa XII, XIII Thứ trưởng thường trực (6/2021–nay)                                                     |                         |
| Lê Văn Tuyến (1973)           | Thượng tướng     | Hà Nội         | 1/2022–nay     | Phó Chủ nhiệm Thường trực Ủy ban Kiểm tra Đảng ủy Công an Trung ương             | |                         |
| Nguyễn Văn Long (1974)        | Thượng tướng     | Bắc Giang      | 1/2022–nay     | Cục trưởng Cục Cảnh sát điều tra tội phạm về tham nhũng, kinh tế, buôn lậu       | Thủ trưởng Cơ quan Cảnh sát điều tra Bộ Công an.                                                                               |                         |
| Phạm Thế Tùng (1972)          | Thượng tướng     | Hưng Yên       | 7/2024 - nay   | Cục trưởng Cục An ninh chính trị nội bộ Bộ Công an                               | Thủ trưởng Cơ quan An ninh điều tra Bộ Công an.                                                                                |                         |
| Nguyễn Ngọc Lâm (1973)        | Thượng tướng     | Nghệ An        | 7/2024 - nay   | Cục trưởng Cục Cảnh sát điều tra tội phạm về tham nhũng, kinh tế, buôn lậu (C03) | |                         |
| Đặng Hồng Đức (1977)          | Trung tướng      | Nam Định       | 1/2025 - nay   | Chánh Văn phòng Bộ Công an (V01)                                                 | |                         |

## Các Thứ trưởng bị xử lý kỷ luật, hình sự
1. Hoàng Ngọc Nhất
▪ 11/2002, bị cách chức Thứ trưởng và giáng cấp từ Thiếu tướng xuống Đại tá liên quan đến vụ án Năm Cam.
2. Bùi Quốc Huy
▪ 7/2002, bị cách chức Ủy viên Trung ương Đảng;
▪ 8/2002, bị cách chức Thứ trưởng, giáng cấp từ Trung tướng xuống Thiếu tướng;
▪ 2/2003, bị tước danh hiệu Công an nhân dân;
▪ 6/2003, bị tuyên phạt 4 năm tù;
▪ 1/2005, được nhận quyết định đặc xá.
3. Trần Việt Tân
▪ 8/2018, bị xóa tư cách Thứ trưởng giai đoạn 2011–2016, giáng cấp từ Thượng tướng xuống Trung tướng;
▪ Trước khi có quyết định khởi tố, ông bị Chủ tịch nước tước danh hiệu Công an nhân dân;
▪ 1/2019, bị tuyên phạt 3 năm tù.
4. Bùi Văn Thành
▪ 8/2018, bị cách chức Thứ trưởng, giáng cấp từ Trung tướng xuống Đại tá;
▪ 12/2018, bị tước danh hiệu Công an nhân dân;
▪ 1/2019, bị tuyên phạt 30 tháng tù.

## Các Thứ trưởng được phong tặng danh hiệu Anh hùng Lực lượng vũ trang nhân dân
1. Trung tướng Võ Viết Thanh (1970)
2. Đại tá Nguyễn Tài (2002)
3. Thượng tướng Phạm Dũng (2003)
4. Thượng tướng Thi Văn Tám (2003)
5. Thượng tướng Lâm Văn Thê (2010, truy tặng)
6. Thượng tướng Cao Đăng Chiếm (2010, truy tặng)